# Sarre (Italia)
Sarre (pronunciación: [saʁ]) es una localidad y comune italiana de la región del Valle de Aosta. Tiene una población estimada, a principios de 2021, de 4759 habitantes.
Se ubica en las afueras occidentales de la ciudad de Aosta.
La localidad tiene su origen en el castillo de Sarre, construido inicialmente en 1242 por los señores de Bard. Cuando en 1849 Carlos Alberto de Cerdeña tuvo que abdicar como consecuencia de la derrota en la batalla de Novara, adoptó el título de conde de Sarre en referencia a este castillo. Su hijo Víctor Manuel II estableció en 1869 en este castillo su residencia de caza.

## Evolución demográfica
| Gráfica de evolución demográfica de Sarre entre 1861 y 2001 |
|                                                             |
| Fuente ISTAT - elaboración gráfica de Wikipedia             |